# Charles Froliger
 (février 2021).
Si vous disposez d'ouvrages ou d'articles de référence ou si vous connaissez des sites web de qualité traitant du thème abordé ici, merci de compléter l'article en donnant les références utiles à sa vérifiabilité et en les liant à la section « Notes et références ».
Charles Froliger, né le 2 août 1946 à Colmar et décédé le 27 août 1999 à La Rouxière, est un peintre plasticien français. 

## Biographie
Charles Froliger passe son enfance et son adolescence à Colmar. Élevé en partie par son grand-oncle napolitain qui l'emmène dès son plus jeune âge fréquenter les vestiges de Pompéi, il développe très tôt un grand intérêt pour le dessin et la peinture. Il prend des cours de dessin avec Pierre Sturm et obtient le Prix de Dessin de la Ville de Colmar à l'âge de 12 ans. Après avoir exercé comme ingénieur chez Liebherr, il se consacre entièrement à la peinture et expose en France et à l'étranger à partir de 1983.

## Œuvre et parcours
Fortement influencé par la renaissance italienne, Paul Cézanne et Nicolas de Staël, le travail de Charles Froliger s’inscrit autour de l’expression des lignes du corps. La « déconstruction », entamée au cours de sa carrière artistique, le classe parmi les expressionnistes abstraits. Caractère affirmé par un graphisme acéré, par une sensualité tactile, par une palette volontairement restreinte, il exploite à fond les matières et les couleurs qu’il utilise. Sa recherche tend à repousser sans cesse les limites de l’expression épurée, jusqu’à ne plus retenir que l’essence même de son sujet, supprimant ainsi tout traitement anecdotique.